# سلینا اسکات
سلینا اسکات (انگلیسی: Selina Scott؛ زادهٔ ۱۳ مهٔ ۱۹۵۱) مجری تلویزیون و مؤلف اهل بریتانیا است.